# Hyperoche medusarum
Hyperoche medusarum är en kräftdjursart som först beskrevs av Henrik Nikolai Krøyer 1838.  Hyperoche medusarum ingår i släktet Hyperoche och familjen Hyperiidae. Arten är reproducerande i Sverige. Inga underarter finns listade i Catalogue of Life.